# Daniel Pedoe
Dan Pedoe era un matemático y geómetra nacido el 29 de octubre de 1910 en Londres con una carrera que abarcaba más de sesenta años. En el curso de su vida escribió aproximadamente cincuenta documentos de investigación y de exposición. Es también el autor de varios libros básicos de matemática y geometría, algunos de los cuales siguen siendo impresos hasta hoy en día y han sido traducidos a varios lenguajes.
Pedoe murió el 27 de octubre de 1998 en Minnesota a la edad de 88 años debido a su delicado estado de salud.

## Primeros años
Daniel Pedoe nació en Londres en 1910, era el más joven de los trece hijos de Ryfka Raszka Pedowicz y Szmul Abramski, un inmigrante polaco que se encontró en Inglaterra en 1890.
Daniel pasó su infancia en relativa pobreza, asistió a la Central Foundation Boys' School donde su amor hacia la geometría fue influenciado por el director Norman M. Gibbins y un libro de texto escrito por Godfrey y Siddons. Durante la escuela Pedoe publicó su primer documento, La interpretación geométrica  de la ecuación de Cagnoli: sin b sin c + cos b cos c cos A = sin B sin C – cos B cos C cos a; el cual apareció en la Mathematical Gazette en 1929. Aprobó con éxito la evaluación "Ten Plus" y ganó una beca para estudiar matemáticas en la Universidad de Cambridge.

## Cambridge y Princeton
Durante sus primeros tres años en la Universidad de Magdalene, Cambridge, donde fue un becario, Pedoe fue tutelado en matemáticas por Arthur Stanley Ramsey (padre de Frank P. Ramsey) y asistió a las lecturas de Ludwig Wittgenstein y Bertrand Russell. Geometría se convirtió en su interés principal y, aconsejado por Henry Baker, comenzó a trabajar en su doctorado y publicó varios documentos. En 1935 se tomó un descanzo de Cambridge y fue al Instituto de Estudio Avanzado de Princeton donde trabajó con Solomon Lefschetz.

## Universidad de Southampton
Tras su regreso a Inglaterra en 1936, Pedoe fue asignado como un lector asistente en el departamento de matemáticas en la Universidad de Southampton. Más de sus documentos fueron publicados y después de 1937, se le dio su doctorado gracias a la fuerza de su tesis The Exceptional Curves on an Algebraic Surface, la cual fue basada en el trabajo de Henry Baker acerca de la teoría italiana de las superficies algebraicas. Pedoe fue evaluado por W. V. D. Hodge y Baker en Cambridge.

## Libros
- Methods of Algebraic Geometry (3 volúmenes)
- Circles (republicado como Circles: A Mathematical View)
- A Course of Geometry for Colleges and Universities (republicado como Geometry: A Comprehensive Course)
- A Geometric Introduction to Linear Algebra
- Geometry and the Liberal Arts (republicado como Geometry and the Visual Arts)
- The Gentle Art of Mathematics